# دارشان (ديانات هندية)

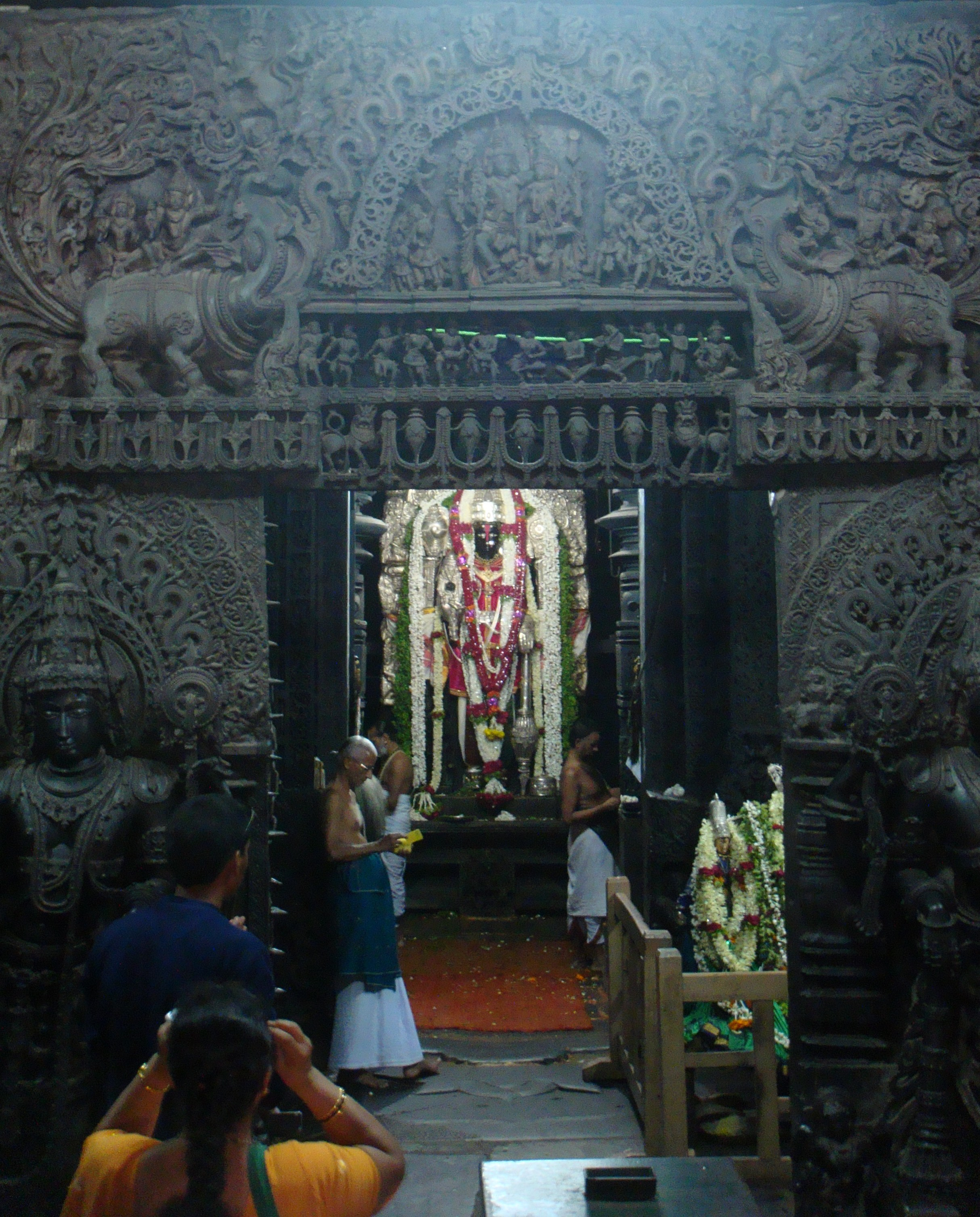
دارشانا تعني حرفيًا "منظر". في المعابد الهندوسية، يشير المصطلح إلى رؤية غاربهاغريها (الحرم الداخلي) للمعبد، والذي يضم مورتي (صورة الإله). المصلون يأخذون دارشانا للإله فيشنو في الحرم الداخلي لمعبد تشيناكشفا، بيلور.

دارشان (بالسنسكريتية: दर्शन، الألفبائية الدولية للترجمة السنسكريتية: darśana؛ حرفيًا "إظهار، ظهور، رؤية، رؤية") في الديانات الهندية، أو دارشانام هو الرؤية الميمونة لإله أو شخص مقدس.
يشير المصطلح أيضًا إلى أي من المدارس الست التقليدية للفلسفة الهندوسية وأدبها حول الروحانية وعلم الخلاص.

## أصل الكلمة
تأتي كلمة دارشانا، والتي تُشتق أيضًا من صيغتي دارشان أو دارشانام، من الجذر السنسكريتي لكلمة दर्शन dṛś وتعني "النظر إلى"، أو "المشاهدة"، أو الرؤية، أو الظهور، أو اللمحة.

## التعريف
يُوصف دارشانا بأنه "منظر ميمون" لشخص مقدس، مما يمنح الفضل للمشاهد.
ويُستخدم عادةً في التجلي الإلهي، أي تجلي أو الظهور الإلهي.